# Nambu Tipo 14
La Nambu Tipo 14 (南部拳銃 o 南部大型自動拳銃; Nambu kenjuu o Nambu ōgata jidou-kenjuu, en japonés) fue una pistola semiautomática producida por el Arsenal de Tokio, ampliamente utilizada por el Ejército Imperial Japonés y la Armada Imperial Japonesa durante todas las campañas del sudeste asiático y durante la Segunda Guerra Mundial.

## Historia
Antes del diseño de la Nambu, la única arma corta en servicio japonés era el revólver Tipo 26, que fue empleado durante la Primera guerra sino-japonesa. Sin embargo, en la década de 1890 empezaron a surgir varios diseños de pistolas semiautomáticas. Entre estas estaba la Mauser C96, que influyó en el diseño de la Nambu, porque emplea el mismo sistema de acerrojado que la C96. La Nambu fue diseñada después de la presentación del informe de una comisión de observadores militares japoneses sobre el desarrollo militar europeo.
Los orígenes de esta pistola se remontan a un diseño de Kijirō Nambu de 1902, prolífico diseñador de armas, que a veces es llamado "El John Browning japonés". Aunque sus líneas tienen un ligero parecido con la Luger P08 alemana, no está basada en dicho diseño. La Luger emplea un mecanismo de retroceso con corredera interna articulada, mientras que la Nambu emplea un mecanismo de retroceso mediante resorte.
La Nambu Tipo A Modelo 1902 estuvo lista en el año de su designación. Esta versión nunca entró en servicio, pero algunas fueron vendidas a China y Siam. La Nambu Tipo B Modelo 1909 fue adoptada por la Armada Imperial Japonesa y el Real Ejército Tailandés durante la década de 1920, mientras que la Nambu Tipo 14 entró en servicio con el Ejército Imperial Japonés en 1926 (decimocuarto año de reinado del emperador Taishō) y fue empleada hasta su rendición en 1945.
La Nambu nunca fue oficialmente adoptada por las Fuerzas Armadas japonesas, ya que se esperaba que los oficiales compraran sus propias pistolas. La pistola estuvo disponible para los oficiales a través de la Asociación de Oficiales, en donde la mayoría de estos compraban su equipo. Fue la pistola más común de las Fuerzas Armadas japonesas, pero varios oficiales compraron pistolas occidentales más fiables. La Nambu era un símbolo de prestigio, siendo portada con frecuencia dentro de llamativas fundas, además de ser un indicador de rango antes que un arma para combate.
La mayoría de las pistolas fueron producidas por el Arsenal de Tokio, mientras que una pequeña cantidad fue producida por la Compañía de Gas y Electricidad de Tokio. La producción a gran escala empezó en 1906 y continuó hasta que fue reemplazada por la Tipo 14 en 1925. La producción de la Tipo 14 continuó hasta el final de la Segunda Guerra Mundial en 1945. La producción total ha sido estimada en unas 400.000 pistolas para todas las variantes durante el transcurso de la guerra, mientras que Estados Unidos produjo más de un millón de pistolas M1911.
La Nambu fue retirada de servicio cuando Japón fue desarmado tras la Segunda Guerra Mundial. Junto a otras armas japonesas, tales como sables y fusiles Arisaka, varias pistolas fueron llevadas a casa como recuerdos por los soldados Aliados al final de la guerra. Estas ingresaron a los mercados de armas de colección de los Estados Unidos y Europa. Después de la guerra, la Nambu fue reemplazada por la M1911 en las Fuerzas Armadas y la Policía de Japón.

## Detalles

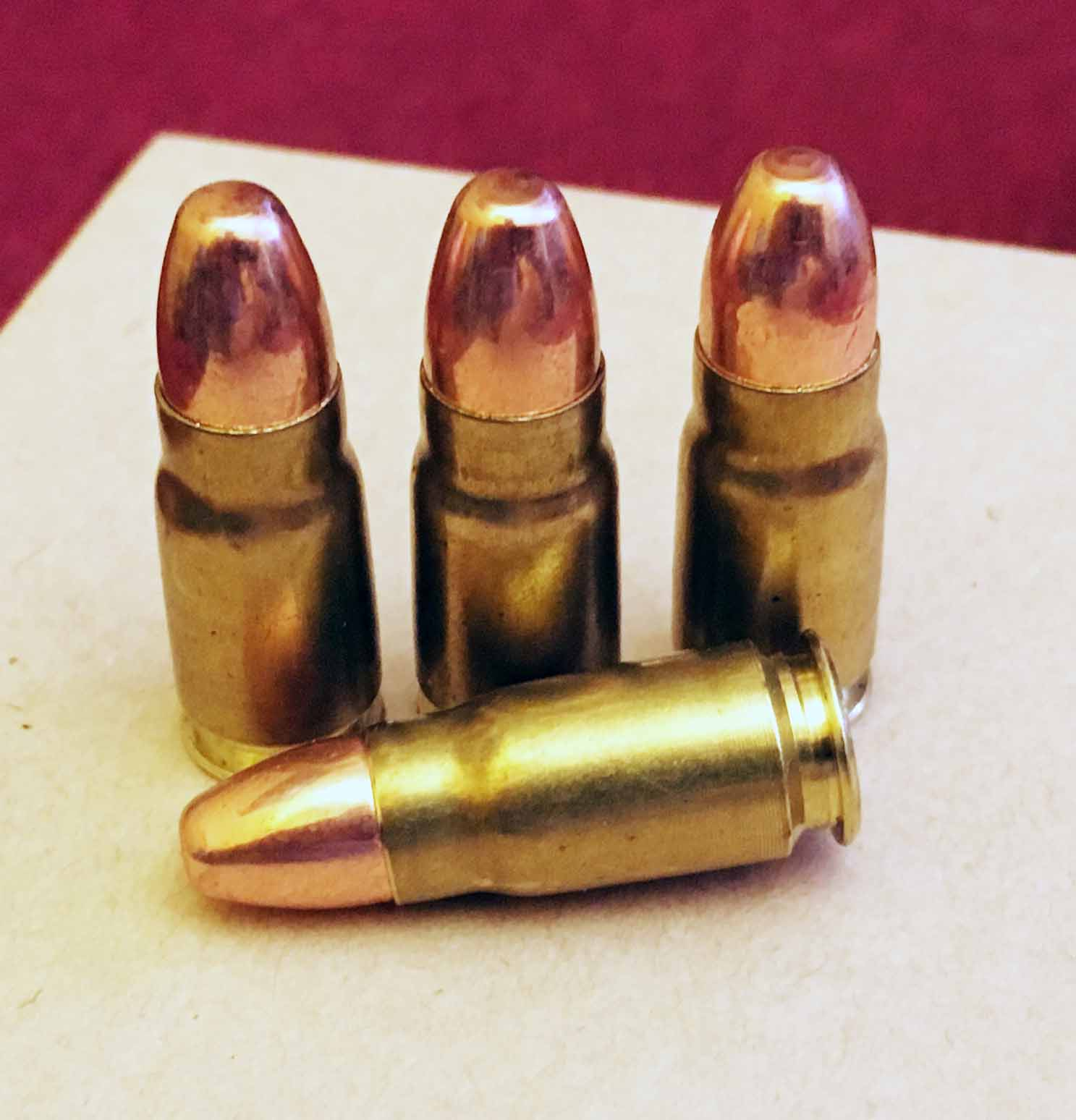
Cuatro cartuchos 8 x 22 Nambu.

La Nambu era una pistola semiautomática accionada por retroceso. La Tipo A Modelo 1902 y la Tipo 14 tienen cargadores de 8 cartuchos, mientras que la Tipo B Modelo 1909 tiene un cargador de 7 cartuchos. Un defecto común en estas pistolas era que su seguro y el retén del cargador impedían que el cargador se deslize fuera de la empuñadura después de disparar todos sus cartuchos, obligando al tirador a retirarlo bajo la presión del muelle recuperador y el muelle del seguro, dificultando la recarga. El retén del cargador fue retirado a partir de la Tipo 14. Otro problema con el seguro era que estaba ubicado encima del guardamonte, por lo que no podía ser accionado con la misma mano que sostenía la pistola.
La empuñadura de la Nambu no tiene paredes laterales, por lo cual la inserción del cargador es un proceso delicado. El muelle del cargador tiene una eficacia del 60% y el movimiento de los cartuchos contra sus paredes produce pérdida por fricción, debilitando aun más al muelle. Por lo tanto, las dimensiones de los cartuchos deben ser precisas; los cartuchos que montan balas con punta blanda o de plomo no se introducirán adecuamente en la recámara.
El seguro manual se encuentra en el lado izquierdo del armazón. Dispara mediante un percutor del tipo "aguja lanzada" y tiene un gatillo de acción simple. El alza tiene una abertura en V y el punto de mira es del tipo "hoja". 
Un arma tosca pero funcional, es considerada la mejor pistola japonesa de la Segunda Guerra Mundial. Pero dada la pobre calidad general de las pistolas japonesas de aquella época, es solamente un pequeño honor. Era inferior a la Colt M1911A1 estadounidense, al revólver Webley británico y a la Walther P38 alemana, siendo incluso tosca en comparación con la Tokarev TT-33 soviética.     
Era seriamente defectuosa, tanto por su construcción como por la munición que utilizaba. La Nambu disparaba el débil cartucho 8 x 22 Nambu, que era considerablemente menos potente que los cartuchos occidentales como el .45 ACP, el 7,62 x 25 Tokarev, el .455 Webley y el 9 x 19 Parabellum.  El seguro era completamente inútil y los resortes del cargador eran débiles, por lo que muchas veces se encasquillaba. En lo positivo, la Nambu era precisa y el poco retroceso de su cartucho de 8 mm aumentaba su precisión. 

## Variantes

### Tipo A

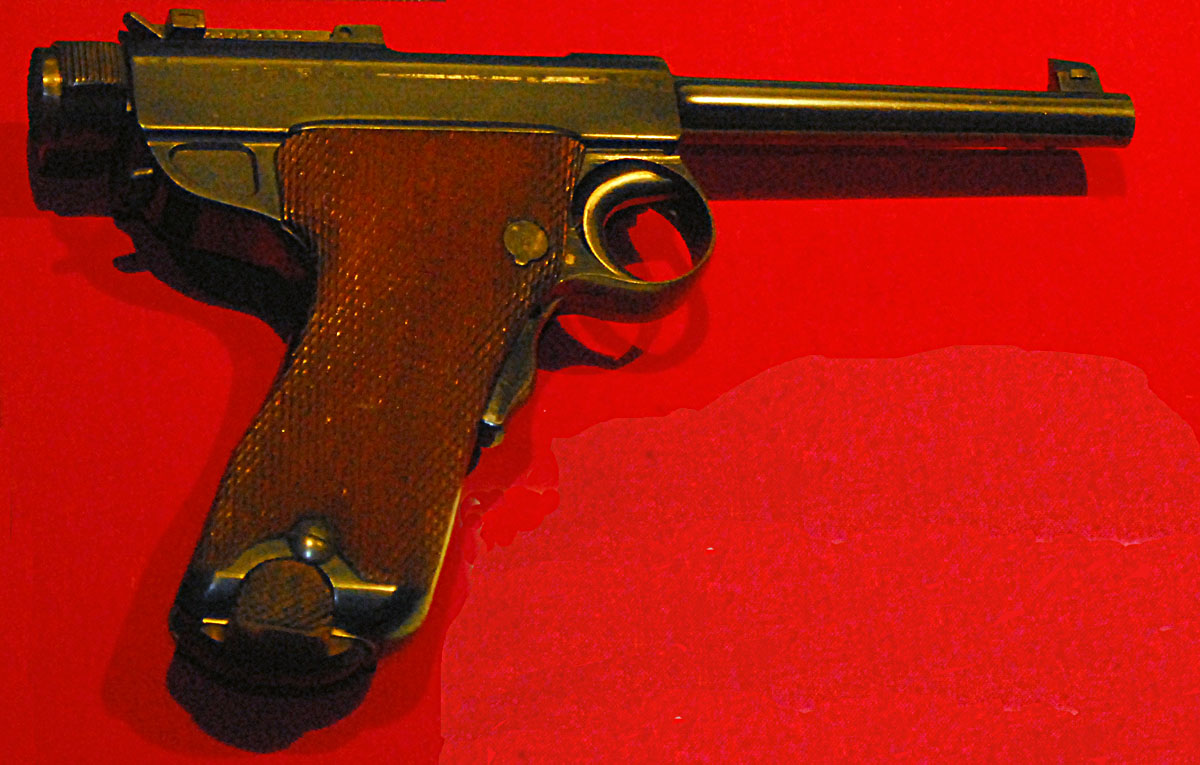
Tipo A Abuelo Nambu.

La primera pistola Nambu fue la Tipo A, diseñada por el General Kijiro Nambu en 1902. La Tipo A tuvo dos variantes básicas: La Tipo A Modelo 1902 o Tipo 04 y la Tipo A Modelo 1902 Modificada. Las pistolas Nambu Tipo A producidas desde 1903 hasta 1906 se distinguen de aquellas producidas después de 1906, siendo conocidas entre los coleccionistas de armas como Abuelo Nambu. La Tipo A fue producida hasta el número de serie 2.400. La producción de la Nambu Tipo A cesó en 1923, porque la Tipo 14 era más barata y eficaz.
La Tipo A Modelo 1902 Abuelo Nambu empleaba un cartucho de 8 mm. Se distinguía por un portacorrea fijo, un guardamonte pequeño y cachas que no cubrían el pasador del seguro de la empuñadura. Las bases de los cargadores estaban hechas de cuerno en los primeros modelos y de madera en los modelos posteriores. Las Tipo A fueron construidas para poder instalarles un culatín de madera que a la vez les servía de funda (al igual que la Mauser C96). Las fundas-culatín eran ajustadas manualmente, por lo que tienen una intercambiabilidad limitada. Estas llevaban grabado el número de serie de la pistola. Los últimos modelos de la Tipo A tenían guardamontes agrandados. Fueron fabricadas unas 2.400 pistolas Tipo A. 
La Tipo A Modelo 1902 Modificada o Papá Nambu, era similar a la Abuelo Nambu pero tenía un portacorrea móvil y cargador con base de aluminio. El alza, las cachas, el seguro y los resaltes de la base del cargador son diferentes. Las Papá fueron la variante más común de la Tipo A, con unas 7.000 unidades fabricadas. Algunas Papá Nambu tenían ranuras para instalarle una funda-culatín, sabiéndose de la existencia de cuatro ejemplares con esta característica.

### Tipo B
Debido a las deficiencias de la Nambu Tipo A, se desarrolló la mejorada Nambu Tipo B. Como la pistola y su cartucho eran más pequeños que las otras pistolas Nambu, fue apodada Baby Nambu. Las Nambu Tipo B fueron producidas en el Arsenal de Artillería de Tokio. Las primeras 450 pistolas tenían la base del cargador hecha de madera y un percutor liso, pero las posteriores Tipo B tenían la base del cargado hecha de aluminio y un percutor con resalte. Esta pistola nunca fue adoptada oficialmente por las Fuerzas Armadas japonesas. Como era costumbre en el Ejército Imperial Japonés, los oficiales compraban sus pistolas con su solda, pero la Nambu Tipo B no logró ser un éxito de ventas porque costaba el doble que una pistola importada, como la FN M1900. Una Nambu Tipo B costaba 180 yenes, que era aproximadamente la solda mensual de un capitán. Después del Gran terremoto de Kantō de 1923, el Arsenal de Koishikawa dejó de producir piezas para la Nambu Tipo B, pero continuó ensamblándolas con los lotes de piezas existentes hasta 1929.
La Baby Nambu es una versión en tamaño reducido de la Abuelo Nambu, que disparaba un cartucho de 7 mm. La Baby Nambu es la más buscada por los coleccionistas de armas. Las aproximadamente 550 Baby producidas por la Compañía de Gas y Electricidad de Tokio son las más escasas y buscadas de todas. 

### Tipo 14

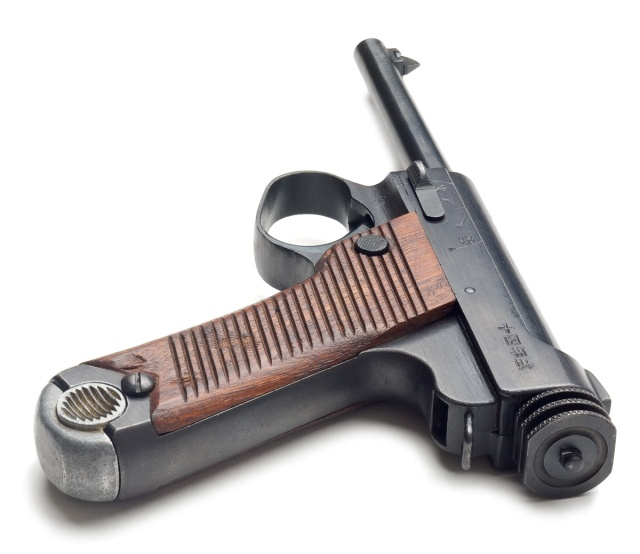
Una Nambu Tipo 14.

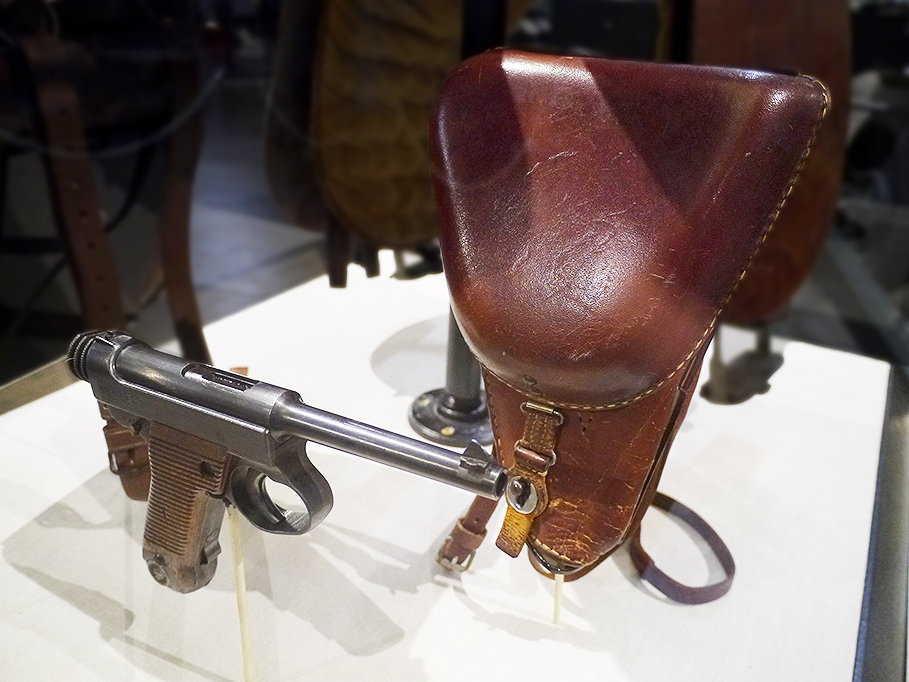
La Nambu Tipo 14 con su funda, del Museo de las Fuerzas Militares de Texas.

La Nambu Tipo 14 fue diseñada en 1925 y entró en servicio en 1926 (el decimocuarto año de reinado del emperador Taishō, de allí su designación). La Tipo 14 era una versión mejorada de la Nambu Tipo A, siendo generalmente similar en dimensiones y desempeño. Se diseñó para reducir los costos de producción y al igual que la Tipo A, dispara el cartucho 8 x 22 Nambu. A partir de 1927 fue la pistola estándar de los oficiales de las Fuerzas Armadas, vendiéndose a 78 yenes en 1939. Se cree que se produjeron alrededor de 400.000 Nambu Tipo 14, pero se desconoce la cifra exacta debido a la destrucción de los registros de producción durante la Segunda Guerra Mundial por los bombardeos aéreos sobre Japón, además del hecho que los soldados japoneses consideraban a sus armas como propiedad del emperador y muchos prefirieron destruir sus pistolas o arrojarlas al océano para evitar que caigan en manos del enemigo.
Los modelos de producción posterior se distinguen por su guardamonte agrandado y oblongo, modificación aplicada después de las quejas de los soldados estacionados en Manchukuo sobre la dificultad de presionar el gatillo mientras llevaban guantes gruesos. Algunos de estos modelos tienen una perilla de amartillado moleteada en lugar de la perilla ranurada estándar. Después de 1940, al cargador se le añadió un muelle auxiliar para ayudar con la recarga. En 1944 se introdujo una perilla de amartillado rediseñada, para simplificar su producción. La Nambu Tipo 14 carece del seguro de presión en la empuñadura que tenían los anteriores modelos.
Las Nambu Tipo 14 fabricadas antes de 1937 tienen un buen acabado, observándose un notorio declive en su calidad después del inicio de la guerra, para ajustarse a las exigencias de producción de guerra. Sin embargo, las posteriores Nambu Tipo 14 eran funcionales a pesar de su reducida calidad. Sus fundas también se adaptaron a la producción de guerra. Debido a la escasez de materias primas, las fundas hechas de cuero fueron reemplazadas por fundas hechas de lona encauchada.

## Legado

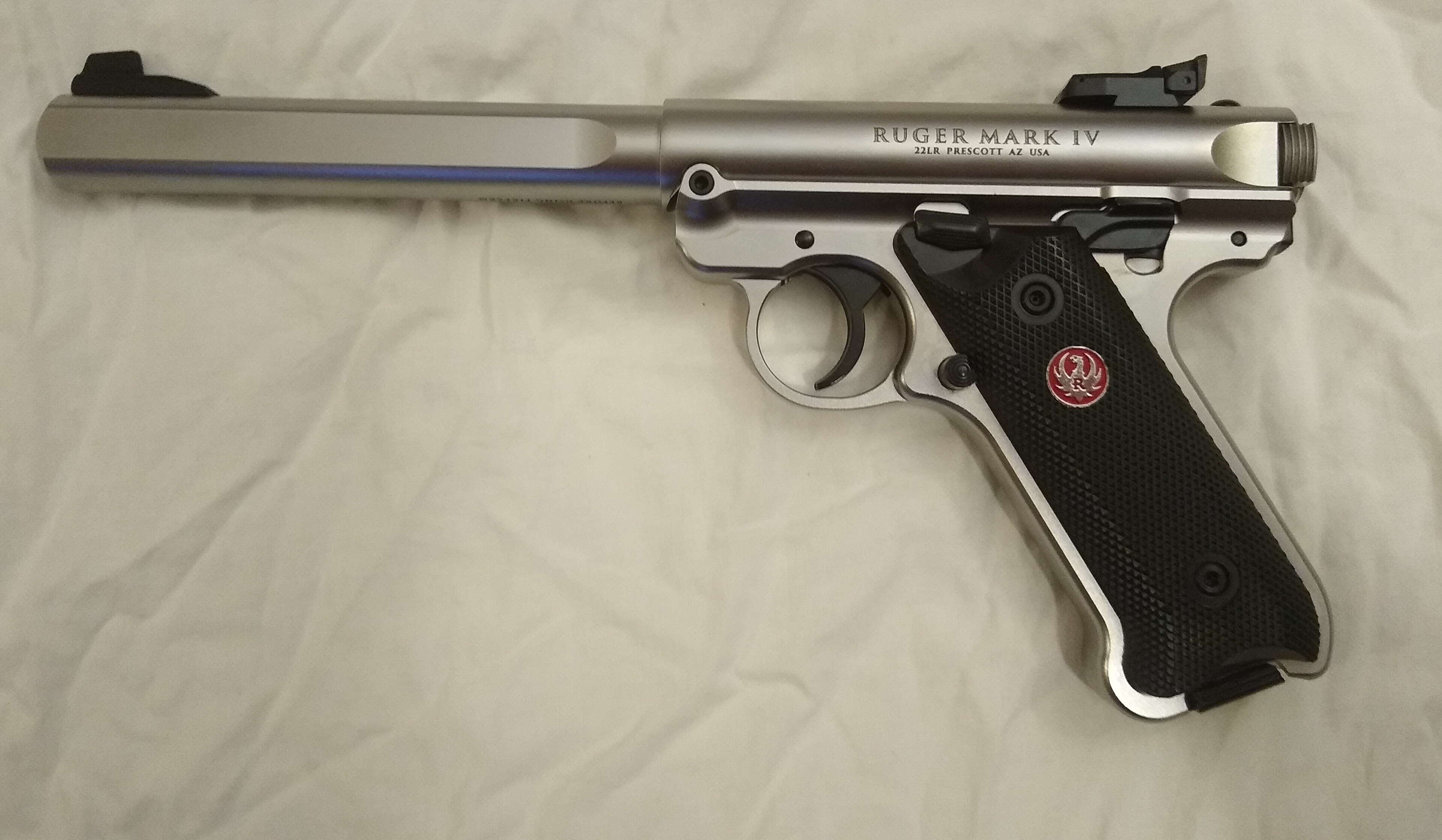
Una Ruger Standard Mark IV.

Cuando estaba diseñando su propia pistola, William B. Ruger tomó elementos del diseño de la Nambu capturada que había comprado a un Marine que volvió a los Estados Unidos al poco tiempo de haberse acabado la Segunda Guerra Mundial. Bill Ruger duplicó dos Baby Nambu en su garaje y a pesar de que se opuso a comercializarlas, el sistema de amartillado y la silueta de la Nambu fueron incorporadas en una de las más populares pistolas semiautomáticas calibre 5,5 mm que entró al mercado de armas estadounidense, cuando la Ruger Standard (y más tarde Mark I, II y III) fueron vendidas al público en 1949.
Debido a su escasez e importancia histórica, las pistolas Nambu son muy apreciadas por los coleccionistas de armas, con modelos vendiéndose desde $800 hasta $1.500.
En la serie El Mandaloriano, la pistola láser empleada por Cara Dune es una Nambu Tipo 14 modificada.

## Usuarios
- Japón[29]
- Corea del Norte[30]
- Indias Orientales Neerlandesas
  -  Guerrilla indonesia (capturadas a las tropas japonesas)
- Indonesia[29][31]
- Malasia Británica
  -  Guerrilla malaya (capturadas a las tropas japonesas)
  -  Unión Malaya (capturadas a las tropas japonesas)
- Mancomunidad de Filipinas[29]
  - Guerrilla filipina (capturadas a las tropas japonesas)
  - Ejército de la Mancomunidad de Filipinas (capuradas a las tropas japonesas)
- República de China
  -  Ejército de la República de China (capturadas a las tropas japonesas)[32]
  - Ejércitos irregulares de varios caudillos.[33]
  - Guerrillas chinas (capturadas a las tropas japonesas)
  -  Guerrillas comunistas chinas (capturadas a las tropas japonesas)
- Tailandia[29]
- Vietnam del Norte: fue empleada por soldados del Viet Minh durante la guerra de Indochina y después por el Viet Cong durante la guerra de Vietnam.[29]